# Washington Irving
Washington Irving (Nova Iorque, 3 de abril de 1783 — Tarrytown, 28 de novembro de 1859) foi um escritor, biógrafo, ensaísta, historiador e diplomata dos Estados Unidos, do início do século XIX. Ficou conhecido por seus contos "The Legend of Sleepy Hollow" e "Rip Van Winkle", os quais foram publicados no livro The Sketch Book of Geoffrey Crayon, Gent, de 1819. Suas obras históricas incluem biografias de George Washington, Oliver Goldsmith e Maomé, além de vários acontecimentos do século XV na Espanha que tratam de assuntos tais como Cristóvão Colombo, os mouros, e Alhambra. Irving também serviu como embaixador dos Estados Unidos na Espanha entre 1842 e 1846.
Ele fez sua estreia literária em 1802 com uma série de cartas para o jornal Morning Chronicle, escrito sob o pseudônimo de Jonathan Oldstyle. Após se mudar para a Inglaterra devido a negócios da família em 1815, alcançou fama internacional com a publicação The Sketch Book of Geoffrey Crayon, Gent em 1819. Continuou a publicar regularmente — quase sempre com sucesso — ao longo de sua vida, e completou uma biografia em cinco volumes de George Washington apenas oito meses antes de sua morte, aos 76 anos, em Tarrytown no estado de Nova Iorque.
Irving, junto com James Fenimore Cooper, foi um dos primeiros escritores americanos a ganhar atenção na Europa, e encorajou autores americanos, como Nathaniel Hawthorne, Herman Melville, Henry Wadsworth Longfellow e Edgar Allan Poe. Irving foi também admirado por alguns escritores europeus, incluindo Sir Walter Scott, Lord Byron, Thomas Campbell, Francis Jeffrey e Charles Dickens. Irving defendeu a escrita como uma profissão legítima, e argumentou a favor de leis mais fortes para proteger os escritores americanos de violação de direitos autorais.

## Biografia

### Primeiros anos
Os pais de Washington Irving eram William Irving, Sr., nascido no hamlet (assentamento rural) de Quholm na ilha de Shapinsay no arquipélago de Órcades, e Sarah (nascida com o sobrenome Sanders), imigrantes escoceses e ingleses. Casaram-se em 1761, enquanto William estava servindo como um suboficial da Marinha Britânica. Tiveram onze filhos, oito dos quais sobreviveram até a idade adulta. Seus dois primeiros filhos, ambos chamados de William, morreram na infância, assim como o quarto filho, John. Seus filhos sobreviventes foram: William, Jr. (1766), Ann (1770), Peter (1772), Catherine (1774), Ebenezer (1776), John Treat (1778), Sarah (1780), e Washington.
A família de Irving se estabeleceu em Manhattan na cidade de Nova Iorque, e foi nesta pequena parte da cidade na classe de comerciantes, que Washington Irving nasceu em 3 de abril de 1783, na mesma semana os habitantes da cidade souberam do cessar-fogo britânico, que pôs fim a Guerra de Independência dos Estados Unidos; a mãe de Irving deu-lhe o nome do herói da revolução, George Washington. Aos seis anos, com a ajuda de uma babá, Irving conheceu George Washington, que após sua posse como presidente em 1789 residia na então capital federal, Nova Iorque. O presidente abençoou o jovem Irving, um encontro que Irving mais tarde comemorou pintando uma pequena aquarela que está presente em sua casa até hoje. Na época do nascimento de Washington Irving, sua família vivia na rua William Street na casa de número 131. Mais tarde, a família mudou-se para o outro lado da rua na casa de número 128. Vários dos irmãos mais velhos de Washington Irving tornaram-se ativos mercadores de Nova Iorque, e encorajaram as ambições literárias de seu irmão mais novo, muitas vezes apoiando-o financeiramente para ele continuar na carreira de escritor.
Um estudante desinteressado, Irving preferiu histórias de aventura e drama, e, aos quatorze anos, regularmente fugia da classe às noites para ir ao teatro. O surto de febre amarela de 1798 em Manhattan levou sua família a mandá-lo para climas mais saudáveis acima do rio, e Irving foi enviado para ficar com seu amigo James Kirke Paulding na cidade de Tarrytown. Foi lá que Irving tornou-se familiarizado com a cidade vizinha de Sleepy Hollow, com os seus pitorescos costumes holandeses e as histórias locais de fantasmas. Irving fez várias outras viagens até o rio Hudson quando adolescente, incluindo uma visita prolongada a cidade de Johnstown no estado de Nova Iorque, onde ele passou pela região das Montanhas Catskill, o cenário de "Rip Van Winkle". "De todo o cenário do rio Hudson", Irving escreveu mais tarde que "as Montanhas Catskill tiveram o maior efeito mágico em minha imaginação de menino".
Aos 19 anos Irving começou a escrever cartas para o jornal nova iorquino Morning Chronicle em 1802, apresentando comentários sobre cenário social e o teatro da cidade com o pseudônimo de Jonathan Oldstyle. O nome, que de forma propositada evocava tendências de escritores federalistas, foi o primeiro de muitos pseudônimos que Irving iria empregar durante toda a sua carreira. As cartas trouxeram a Irving alguma fama inicial e notoriedade moderada. Aaron Burr, um co-editor do Chronicle, ficou impressionado o suficiente para enviar recortes dos artigos de Oldstyle para a filha, Theodosia, enquanto o escritor Charles Brockden Brown fez uma viagem a Nova Iorque para recrutar Oldstyle a uma revista literária que ele estava editando na Filadélfia.
Preocupado com a saúde dele, os irmãos de Irving financiaram uma longa turnê na Europa de 1804 até 1806. Para o desânimo de seu irmão William, Irving ignorou a maioria dos locais considerados essenciais para o desenvolvimento de um jovem em ascensão. William escreveu que, embora ele estivesse satisfeito com a melhora da saúde de seu irmão, ele não gostou da escolha de "galope pela Itália [...] deixando Florença na sua esquerda e Veneza na sua direita". Em vez disso, Irving aprimorou as habilidades de conversar, que mais tarde fariam dele um dos maiores do mundo em demanda de clientes. "Eu me esforço para levar as coisas como elas chegam com alegria", escreveu Irving, "e quando não posso fazer um jantar para servir ao meu gosto, esforço-me para obter um sabor de acordo com o meu jantar". Ao visitar Roma em 1805, Irving começou uma amizade com o pintor americano Washington Allston, e quase permitiu-se ser persuadido a seguir Allston em uma carreira como pintor. "Minha sorte na vida, no entanto", disse Irving mais tarde, "foi lançado de forma diferente".

### Primeiras grandes obras
Irving retornou da Europa para estudar direito com o seu mentor jurídico, o juiz Josias Ogden Hoffman, na cidade de Nova Iorque. Ele reconhecia que não era um bom aluno, e quase não passou na prova de admissão em 1806. Irving começou ativamente a se reunir com um grupo de jovens letrados que ele apelidou de "The Lads of Kilkenny" (Os Jovens de Kilkenny). Colaborando com seu irmão William e o seu jovem colega James Kirke Paulding, Irving criou a revista literária Salmagundi em janeiro de 1807. Escrevendo sob vários pseudônimos, tais como William Wizard e Launcelot Langstaff, Irving satirizou a cultura e as políticas de Nova Iorque. Salmagundi foi um sucesso moderado, espalhando o nome de Irving e a reputação para além de Nova Iorque. Em sua décima sétima edição, datada de 11 de novembro de 1807, Irving fixou o apelido de "Gotham" — uma palavra anglo-saxônica que significa "cidade da cabra" — para a cidade de Nova Iorque.

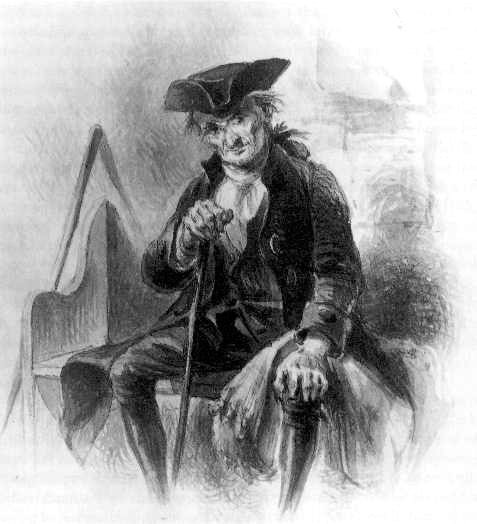
O ficcional "Diedrich Knickerbocker" do frontíspicio de A History of New-York, em pintura de Felix Octavius Carr Darley.

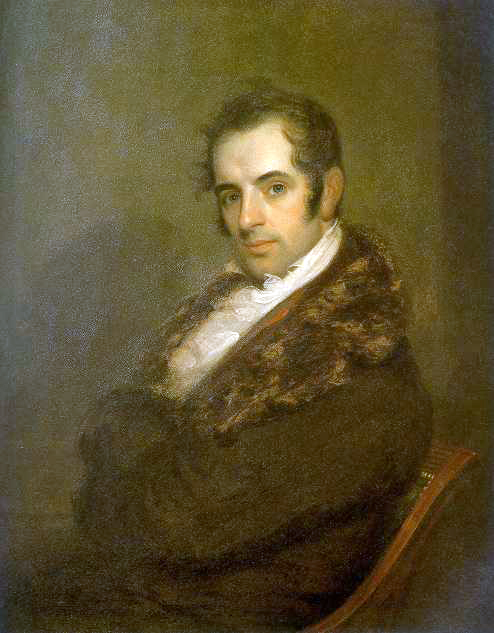
Retrato de Washington Irving feito por John Wesley Jarvis em 1809.

No final de 1809, enquanto lamentava a morte de sua noiva Matilda Hoffman que tinha 17 anos, Irving concluiu os trabalhos de seu primeiro grande livro, A History of New-York from the Beginning of the World to the End of the Dutch Dynasty, by Diedrich Knickerbocker (1809), uma sátira sobre a importância da história local e da política contemporânea. Antes de sua publicação, Irving começou um boato semelhante às campanhas atuais de marketing viral, na qual ele colocou uma série de anúncios de pessoas desaparecidas em jornais de Nova Iorque que procuram informações sobre Diedrich Knickerbocker, um rabugento historiador holandês que teria desaparecido de seu hotel em Nova Iorque. Como parte da astúcia, Irving colocou um aviso — supostamente como sendo proprietário do hotel — informando aos leitores que se o Sr. Knickerbocker não conseguisse retornar para o hotel para pagar a conta, iria publicar um manuscrito que Knickerbocker havia deixado para trás.
Leitores inocentes seguiram com interesse a história de Knickerbocker e seu manuscrito, e algumas autoridades da cidade ficaram tão preocupados com o desaparecimento do historiador que ofereceram uma recompensa pelo seu retorno. Aproveitando a onda de interesse público na qual ele criou a farsa, Irving — adotando o pseudônimo do suposto historiador holandês — publicou A History of New York em 6 de dezembro de 1809, tendo sucesso imediato de crítica e público. "Trouxe o público", Irving observou, "e me deu celebridade, como uma obra original, foi algo extraordinário e raro na América". Atualmente, o sobrenome Diedrich Knickerbocker, o narrador ficcional deste e outros trabalhos de Irving, tornou-se um apelido para os residentes de Manhattan em geral.
Depois do sucesso de A History of New York, Irving procurou um emprego e se tornou um editor da revista Analectic, onde escreveu biografias de heróis navais como James Lawrence e Oliver Hazard Perry. Também estava entre os primeiros editores a reimprimir poema "Defense of Fort McHenry" de Francis Scott Key, que mais tarde seria chamado de "The Star-Spangled Banner", o hino nacional dos Estados Unidos.
Como muitos comerciantes e nova-iorquinos, Irving inicialmente se opôs à guerra de 1812, mas o ataque britânico em Washington, DC em 1814, convenceu-o a alistar-se. Atuou na equipe de Daniel D. Tompkins, governador de Nova Iorque e comandante da Milícia do Estado de Nova Iorque. Além de uma missão de reconhecimento na região dos Grandes Lagos, ele não presenciou nenhuma ação real. A guerra foi desastrosa para muitos comerciantes americanos, incluindo a família de Irving, e em meados de 1815 partiu para a Inglaterra a fim de tentar salvar a empresa de comércio de família. Irving permaneceu na Europa durante os próximos dezessete anos.

### Vida na Europa

#### The Sketch Book

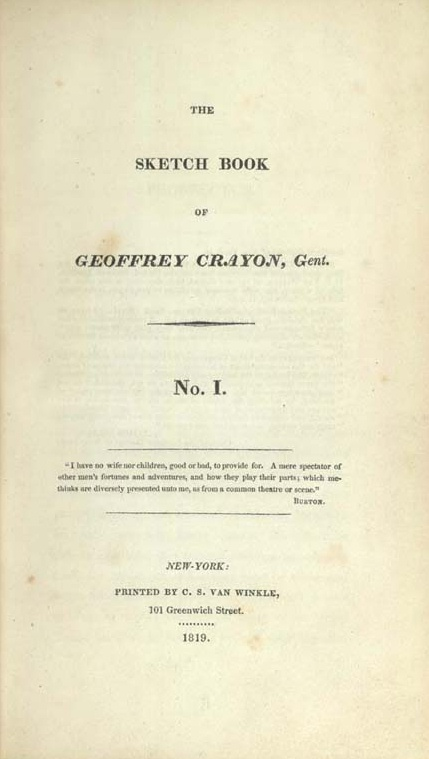
A página da frente do The Sketch Book (1819)

Irving passou os dois anos seguintes tentando salvar financeiramente a empresa da família, mas foi forçado a declarar falência. Sem perspectivas de emprego, continuou escrevendo durante 1817 e 1818. No verão de 1817, visitou a casa do novelista Walter Scott, marcando o início de uma amizade ao longo da vida pessoal e profissional. O conto "Rip Van Winkle" foi escrito durante uma noite enquanto permanecia com sua irmã Sarah e o marido dela, Henry van Wart em Birmingham na Inglaterra, um lugar que também inspirou alguns de seus outros trabalhos. Em outubro de 1818, o irmão William garantiu para Irving um posto como secretário-chefe da Marinha dos Estados Unidos, e pediu-lhe para voltar para casa. Irving, no entanto, recusou a oferta, optando por permanecer na Inglaterra para prosseguir a carreira de escritor.
Na primavera de 1819, Irving enviou ao seu irmão Ebenezer em Nova Iorque um conjunto de ensaios que pediu para ser publicado como The Sketch Book of Geoffrey Crayon, Gent. A primeira parte, contendo "Rip Van Winkle", foi um enorme sucesso, e no resto do trabalho seria igualmente bem-sucedido: ele publicou entre 1819 e 1820, sete partes em Nova Iorque e dois volumes em Londres ("The Legend of Sleepy Hollow", conhecido como A Lenda do Cavaleiro Sem-cabeça no Brasil e A Lenda da Caverna Adormecida em Portugal, apareceria na sexta edição nova iorquina e no segundo volume da edição londrina).
Como muitos autores de sucesso desta época, Irving lutou contra os contrabandistas literários. Na Inglaterra, alguns de seus trabalhos foram reimpressos em periódicos sem sua permissão, uma prática totalmente legal, pois não havia nenhuma lei internacional de direitos autorais. Para evitar a pirataria ainda na Inglaterra, Irving pagou para ter as quatro primeiras partes da edição estadunidense publicada como sendo um único volume pelo publicador John Miller em Londres. Irving apelou a Walter Scott para ajudar na aquisição de um editor mais respeitável para publicar o restante do livro. Scott fez referência ao seu próprio editor, John Murray, que concordou em assumir o The Sketch Book. A partir de então, Irving iria publicar simultaneamente nos Estados Unidos e na Inglaterra para proteger seus direitos autorais, com Murray sendo escolhido como seu editor inglês.
A reputação de Irving cresceu, e nos próximos dois anos, levou uma vida social ativa em Paris e na Inglaterra, onde foi muitas vezes festejado como uma anomalia da literatura: um americano arrogante que se atreveu a escrever bem na língua inglesa.

#### Bracebridge HalleTales of a Traveller

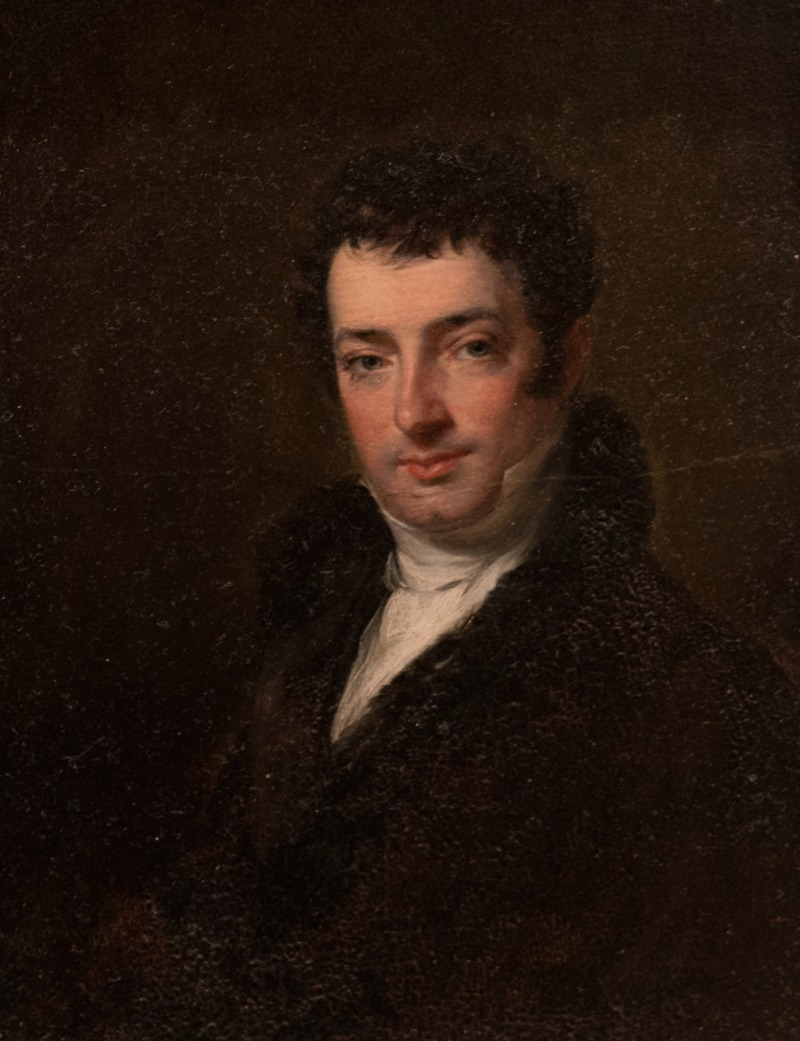
Retrato de Irving em 1820, feito por Charles Robert Leslie.

Tanto Irving como o editor John Murray estavam ansiosos em ver o sucesso de The Sketch Book, Irving passou a maior parte de 1821 viajando pela Europa em busca de um novo material, lendo vários contos folclóricos holandeses e alemães. Deprimido pela morte de seu irmão William, Irving trabalhou lentamente, até que, entregou um manuscrito completo para Murray em março de 1822. O livro, Bracebridge Hall, or The Humorists, A Medley (o local foi baseado em Aston Hall, ocupado por membros da família Bracebridge, perto de casa da irmã em Birmingham), foi publicado em junho de 1822.
O formato de Bracebridge foi semelhante ao do The Sketch Book, com Irving, como Crayon, narrando uma série de mais de cinquenta histórias vagamente ligados a contos e ensaios. Enquanto alguns críticos acharam que Bracebridge seria de menor imitação em relação ao The Sketch Book, o livro foi bem recebido pelos leitores e críticos. "Temos recebido tanto prazer com este livro", escreveu o crítico Francis Jeffrey na revista Edinburgh Review, "e nós próprios nos achamos obrigados, em gratidão, [...] a fazer um reconhecimento público disso." Irving sentiu-se aliviado com o resultado, que muito consolidou a sua reputação entre os leitores europeus.
Irving viajou para a Alemanha, fixando-se em Dresden no inverno de 1822. Lá deslumbrou a família real e afeiçoou-se à senhora Amelia Foster, uma americana que vivia em Dresden com seus cinco filhos. Irving particularmente sentiu-se atraído por Emily, filha de dezoito anos da senhora Foster, e teve uma frustração ao pedir a mão dela em casamento. Emily recusou a proposta de casamento na primavera de 1823.
Retornou a Paris e começou a colaborar com o dramaturgo John Howard Payne em traduções de peças em francês para o inglês, tendo pouco sucesso. Descobriu através de Payne que a romancista Mary Wollstonecraft Shelley estava interessada em ter um relacionamento com ele, embora que Irving nunca tenha dado continuidade ao romance.
Em agosto de 1824, Irving publicou a coletânea de ensaios Tales of a Traveller — incluindo o conto "The Devil and Tom Walker" — sob o nome artístico de Geoffrey Crayon. "Acho que há nele algumas das melhores coisas que eu já escrevi", Irving disse à sua irmã. Apesar de o livro ter sido respeitavelmente vendido, Traveller foi amplamente criticado. "O público tem sido levado a esperar coisas melhores", escreveu o United States Literary Gazette, enquanto o New-York Mirror pronunciou que Irving "superestimou". Deprimido pela recepção do livro, Irving foi para Paris, onde passou o próximo ano se preocupando com as finanças e rabiscando as ideias para projetos que nunca aconteceram.

#### Livros espanhóis
Enquanto esta em Paris, Irving recebeu uma carta de Alexander Hill Everett em 30 de janeiro de 1826. Everett, o recente embaixador dos Estados Unidos na Espanha, pediu a Irving que fosse junto com ele para Madrid, notando que uma série de manuscritos recentes sobre a conquista espanhola nas Américas havia lhe trazido um público. Irving partiu para Madrid e com entusiasmo começou vasculhando os arquivos espanhóis.

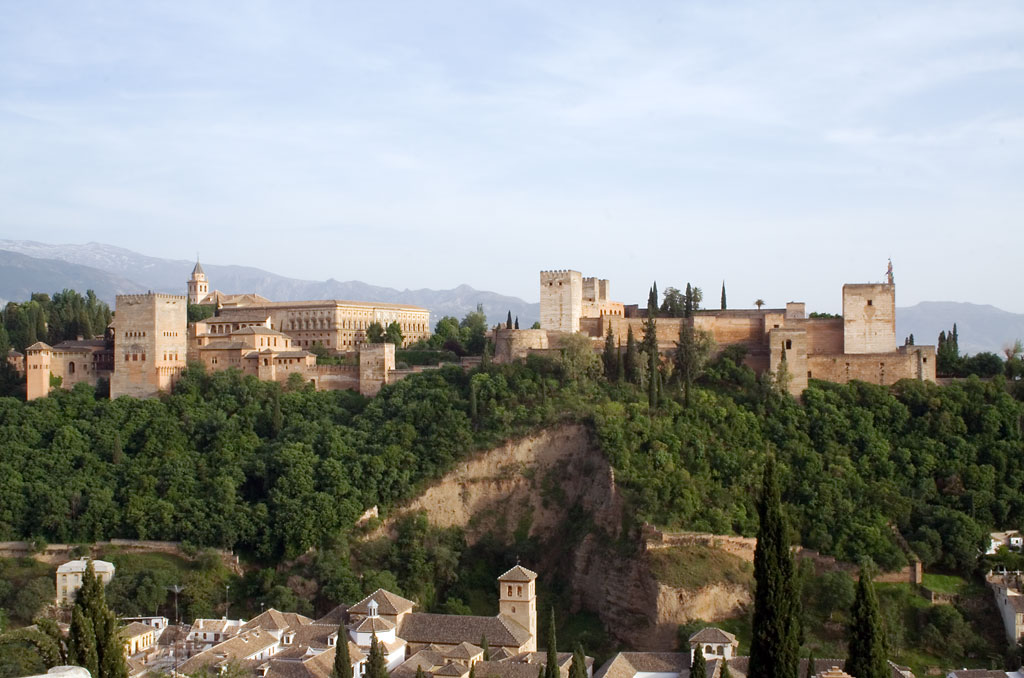
O palácio de Alhambra, onde Irving residiu brevemente em 1829.

Com acesso total a enorme biblioteca de História da Espanha do cônsul norte-americano, Irving começou a trabalhar em vários livros ao mesmo tempo. O primeiro deste trabalho, A History of the Life and Voyages of Christopher Columbus, foi publicado em janeiro de 1828. O livro era muito popular nos Estados Unidos e na Europa e teria 175 edições publicadas antes do final do século. Foi também o primeiro projeto de Irving publicado com o seu próprio nome, em vez de um pseudônimo. The Chronicles of the Conquest of Granada foi publicado um ano mais tarde, seguido por Voyages and Discoveries of the Companions of Columbus em 1831.
Os escritos de Irving sobre Cristóvão Colombo são uma mistura de história e ficção, um gênero chamado atualmente de história romântica e/ou ficcional. Irving baseou-os em uma extensa pesquisa nos arquivos espanhóis, mas também adicionou elementos imaginativos destinadas a estimular a história. A primeira dessas obras é a fonte do mito medieval em que os europeus acreditavam que a Terra era plana.
Em 1829, Irving mudou-se para o antigo palácio de Alhambra, "determinado a ficar aqui", disse ele, "até eu ter alguns textos em andamento relacionadas com o lugar". Antes que ele pudesse conseguir qualquer texto significante sobre o local, no entanto, foi notificado da sua nomeação como Secretário da Legação Americana em Londres. Preocupado em decepcionar seus amigos e familiares se recusasse a proposta, Irving deixou a Espanha para ir até a Inglaterra em julho de 1829.

#### Secretário da Legação Americana em Londres
Chegando em Londres, Irving se juntou ao embaixador dos Estados Unidos Louis McLane. McLane imediatamente atribuíu o trabalho diário de secretário para outro homem e deu a Irving a função de ajudante de ordens. Os dois trabalharam ao longo do próximo ano para negociar um acordo comercial entre os Estados Unidos e as Índias Ocidentais Britânicas (atuais ilhas caribenhas), chegando finalmente a um acordo em agosto de 1830. Nesse mesmo ano, Irving foi premiado com uma medalha pela Royal Society of Literature, seguido de um doutorado honorário do direito civil de Oxford em 1831.
Após a ida de McLane para os Estados Unidos em 1831 para servir como Secretário do Tesouro, Irving ficou como a missão diplomática de encarregado de negócios até a chegada de Martin Van Buren, nomeado pelo presidente Andrew Jackson para o cargo de embaixador. Com Van Buren no lugar, Irving renunciou ao cargo para se concentrar na literatura, terminando de completar Tales of the Alhambra, que seriam publicados simultaneamente nos Estados Unidos e na Inglaterra em 1832.
Irving ainda estava em Londres quando Van Buren recebeu a notícia de que o Senado dos Estados Unidos recusou-se a confirmá-lo como o novo embaixador. Consolando Van Buren, Irving previu que movimento partidário do Senado seria um tiro pela culatra. "Eu não deveria me surpreender", disse Irving, "esta votação do Senado ajuda a encaminha-lo para a cadeira presidencial".

### Retorno para a América
Washington Irving chegou a Nova Iorque após dezessete anos no exterior em 21 de maio de 1832. Em setembro daquele ano, acompanhou o Comissário dos EUA sobre Assuntos Indígenas Henry Leavitt Ellsworth, juntamente com Charles La Trobe e o conde Albert-Alexandre de Pourtales, em uma missão de levantamento topográfico em Território Indígena. Ao concluir a viagem, Irving percorreu Washington DC e Baltimore, onde se familiarizou com o político e escritor John Pendleton Kennedy.
Frustrado com os maus investimentos, passou a escrever para gerar rendimentos adicionais, começando com A Tour on the Prairies, um trabalho que relatou suas recentes viagens na fronteira. O livro foi um sucesso popular e também o primeiro livro escrito e publicado por Irving nos Estados Unidos desde A History of New York em 1809. Em 1834, foi procurado pelo magnata John Jacob Astor, que convenceu Irving a escrever uma história de sua colônia de comércio de peles no Noroeste dos Estados Unidos (atual cidade de Astoria no estado de Oregon). Fez um rápido trabalho do projeto de Astor, enviando a bajulação biográfica intitulada Astoria, em fevereiro de 1836.
Durante uma estadia prolongada de Astor, Irving encontrou o explorador Benjamin Bonneville, que intrigou Irving com seus mapas e histórias dos territórios para além das Montanhas Rochosas. Quando os dois se encontraram em Washington DC, meses mais tarde, Bonneville optou por vender os seus mapas e observações para Irving por mil dólares. Irving usou esses materiais como base para seu livro The Adventures of Captain Bonneville em 1837.
Estas três obras de Irving compõem a série de livros "ocidentais" e foram escritas em parte como resposta às críticas de que seu tempo na Inglaterra e na Espanha fez dele mais europeu do que estadunidense. Nas mentes de alguns críticos, especialmente James Fenimore Cooper e Philip Freneau, Irving tinha virado as costas para sua herança estadunidense em favor da aristocracia britânica. Os livros ocidentais de Irving, particularmente A Tour on the Prairies, foram bem recebidos nos Estados Unidos, embora os críticos britânicos terem acusado Irving de ser um "fabricador de livros".

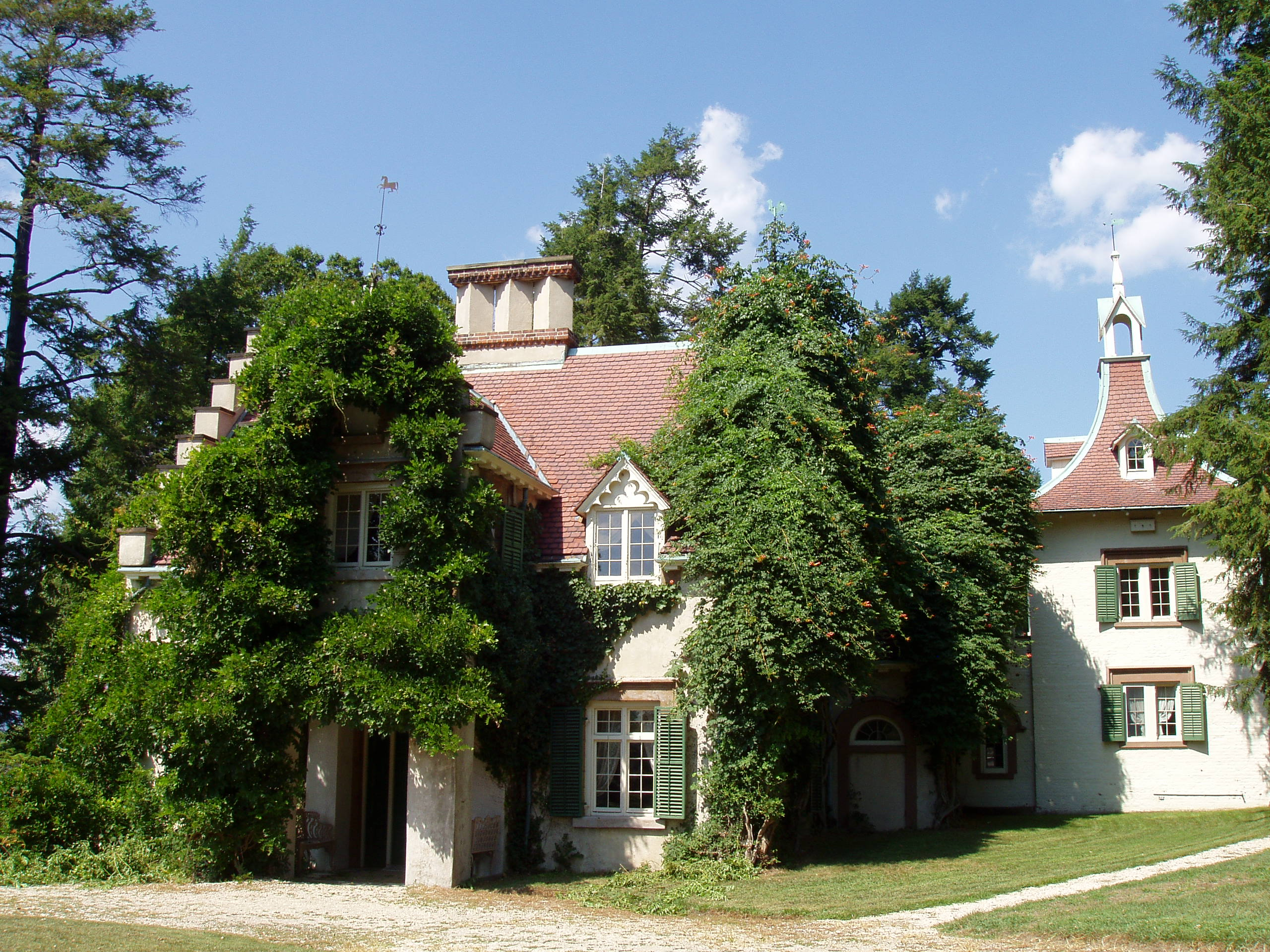
Irving adquiriu a famosa casa dele em Tarrytown, conhecida como Sunnyside em 1835.

Em 1835, Irving comprou uma casa em Tarrytown. A casa, que Irving chamou de Sunnyside em 1841, exigiria constantes reformas ao longo dos próximos vinte anos. Com os custos de Sunnyside aumentando, Irving concordou em 1839 a se tornar um colaborador regular da revista Knickerbocker, escrevendo novos ensaios e contos.
Vários admiradores a autores mais jovens pediram a Irving um aconselhamento ou apoio, inclusive Edgar Allan Poe, que pediu comentários dele em "Wiliiam Wilson" e "A Queda da Casa de Usher". Irving defendeu a perfeição da literatura da América, sendo a favor de leis mais fortes de direitos autorais para proteger os escritores da pirataria que inicialmente o atormentaram no The Sketch Book. Escrevendo na edição de janeiro de 1840 do Knickerbocker, abertamente apoiou a legislação de direitos autorais pendentes no Congresso dos Estados Unidos. "Temos uma literatura jovem", Irving escreveu, "pulando para cima e desdobrando-se diariamente com a maravilhosa e exuberante energia, que [...] merece todo o cuidado". A lei não foi aprovada.
Irving iniciou uma amizade com o escritor inglês Charles Dickens, e hospedou o autor e sua esposa em Sunnyside durante a turnê americana de Dickens em 1842.

### Embaixador dos Estados Unidos na Espanha
Em 1842, após o apoio do Secretário de Estado Daniel Webster, o presidente John Tyler nomeou Irving como embaixador para a Espanha. Irving ficou surpreso e honrado, escrevendo: "Será um desafio severo por me ausentar durante um tempo da minha querida pequena Sunnyside, mas vou voltar à residência mais hábil para continuar confortavelmente".
Enquanto Irving esperava que sua posição como embaixador permitiria a ele muito tempo para escrever, a Espanha estava em um estado de agitação política perpétua durante a maior parte de seu mandato, com várias facções que disputavam o controle da rainha Isabel II com então doze anos de idade. Irving manteve boas relações com diversos generais e políticos, controlando a situação através de Baldomero Espartero e Ramón María Narváez. No entanto, a política e a guerra foram lhe dando cansaço, e Irving, com saudades de casa, aumentou seu desânimo:
| “ | Estou cansado e as vezes deprimido com as políticas miseráveis deste país. [...] Os últimos dez ou doze anos de minha vida, passou por entre os especuladores sórdidos nos Estados Unidos e os aventureiros políticos na Espanha, tem me mostrado tanto o lado escuro da natureza humana, que eu começo a ter dúvidas dolorosas do meu próximo; e a olhar para trás com tristeza para o período confiante da minha carreira literária, quando, pobre como um rato, mas rico em sonhos, eu vi o mundo por meio da minha imaginação e era capaz de acreditar que os homens eram tão bons quanto eu desejava que eles fossem. | ” |

Com a situação política em Espanha relativamente resolvida, Irving continuou a acompanhar de perto o desenvolvimento do novo governo e o destino de Isabel. Seus deveres oficiais como embaixador para a Espanha também envolveram negociações de interesses comerciais americanos com Cuba e na sequência de diálogos no parlamento espanhol sobre o comércio de escravos. Também foi pressionado pela Corte de São James em Londres, através do embaixador britânico Louis McLane, para ajudar a negociar as divergências anglo-americana ao longo da fronteira do Oregon, no qual o recém-eleito presidente James K. Polk havia prometido resolver.

### Anos finais e morte

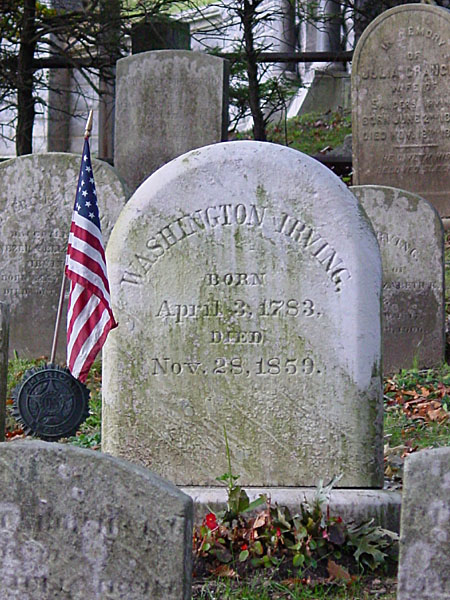
Sepultura de Irving, ao lado de uma bandeira, no Cemitério de Sleepy Hollow.

Retornando da Espanha em 1846, Irving fixou-se permanentemente em sua residência, Sunnyside e começou a fazer uma revisão de seus trabalhos tendo como editor George Putnam Palmer, o responsável pela oficina de publicação. Para esta publicação, Irving havia feito um acordo que lhe garantiu 12 por cento do preço de todos os exemplares vendidos. Tal acordo foi sem precedentes na época. Com a morte de John Jacob Astor, em 1848, Irving apareceu no testamento de Astor e foi nomeado, por vontade de Astor, como primeiro presidente de administração da biblioteca Astor, coleção que mais tarde iria para a Biblioteca Pública de Nova Iorque.
Como ele reviu as suas obras mais antigas para Putnam, Irving continuou a escrever regularmente, publicando biografias do escritor e poeta Oliver Goldsmith em 1849 e um trabalho de 1850 sobre o profeta islâmico Maomé. Em 1855, produziu o Wolfert's Roost, uma coleção de histórias e ensaios que havia originalmente sido escrito por Knickerbocker e outras publicações, e começou a publicar em volumes a biografia de George Washington, um trabalho que ele esperava ser sua obra-prima. Os cinco volumes da biografia foram publicados entre 1855 e 1859. Irving viajou regularmente para Mount Vernon e Washington, DC para pesquisar, e fez amizades com os presidentes Millard Fillmore e Franklin Pierce.
Continuou a ser popular e manteve as suas cartas de correio durante os seus setenta anos, e sua fama e popularidade continuou a aumentar. "Não acredito que qualquer homem, em qualquer país, jamais teve uma admiração tão afetiva do que é dada para você na América", escreveu o senador William C. Preston em uma carta para Irving. "Acredito que temos tido um homem que é muito amado pelo povo". Em 1859, autor Oliver Wendell Holmes, Sr. observou que a Sunnyside tornou-se "próxima do Mount Vernon, o mais conhecido e mais amado de todas as habitações em nossa terra".
Na noite de 28 de novembro de 1859, às 21 horas, apenas oito meses depois de completar o volume final da biografia de George Washington, Irving morreu de um ataque cardíaco em seu quarto na Sunnyside aos 76 anos de idade. Diz uma lenda que suas últimas palavras foram: "Bem, eu devo organizar meus travesseiros para uma outra noite. Quando isso vai ter fim?". Foi enterrado sob uma lápide simples no Cemitério de Sleepy Hollow em 1 de dezembro de 1859.
Irving e seu túmulo foram relembrados por Henry Wadsworth Longfellow no poema "In The Churchyard at Tarrytown" de 1876, que termina com:

Quão doce era sua vida; quão doce a morte!
Estando, a morte com alegria das horas exaustas,
Ou com os contos românticos, o coração a alegrar;
Falece, para deixar uma memória como a expressão
Dos verões cheios da luz do sol e chuvas,
Uma tristeza e contentamento na atmosfera.

## Legado

### Reputação literária

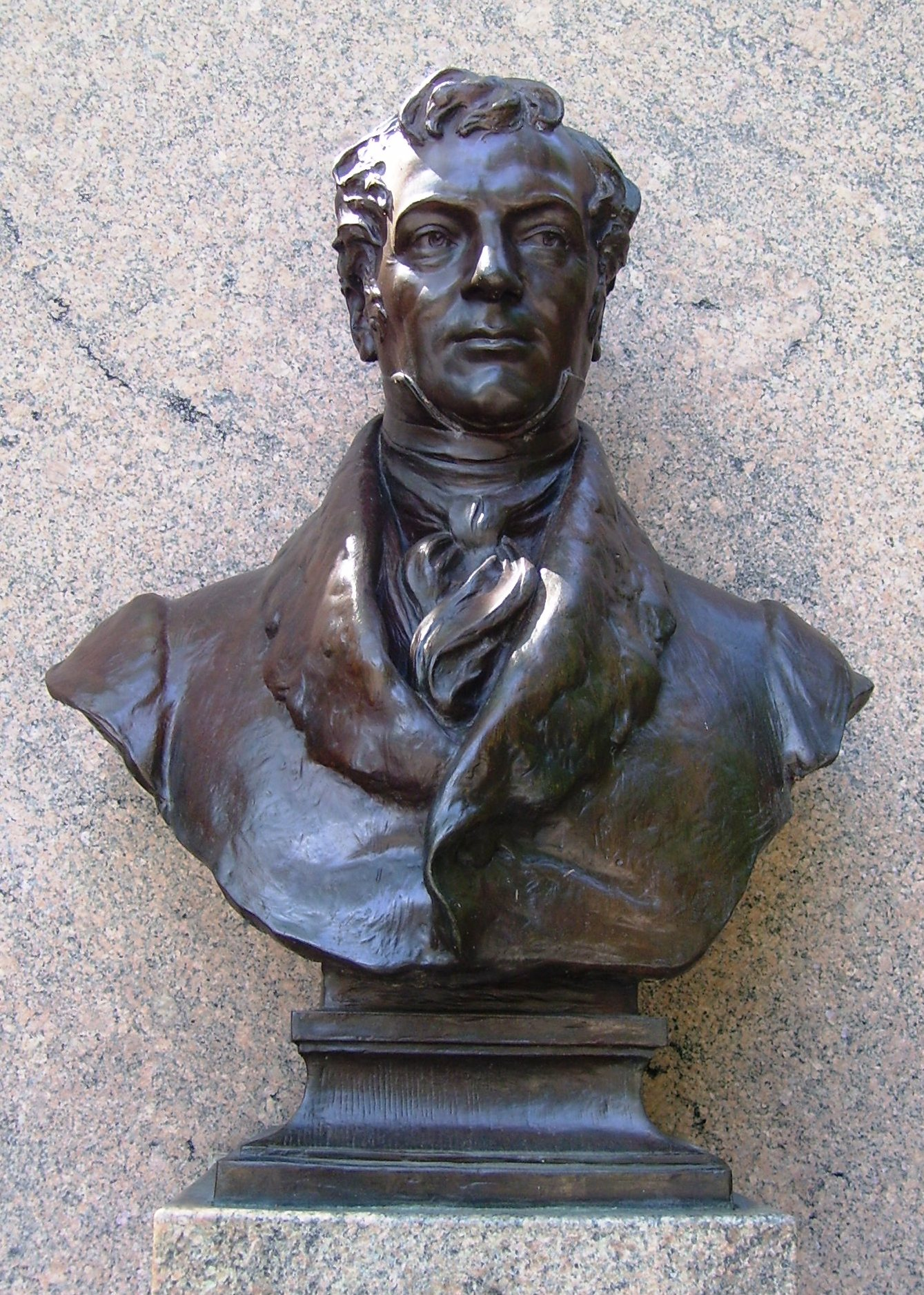
Busto de Washington Irving em Irvington (Nova Iorque), não muito longe de Sunnyside.

Irving é creditado como o primeiro escritor americano, e o primeiro a viver apenas como escritor. Elogiando Irving em dezembro de 1859, seu amigo, o poeta Henry Wadsworth Longfellow, reconheceu o papel dele na promoção da literatura estadunidense: "Sentimos orgulho apenas na sua fama como um autor, não esquecendo que, além de seus outros créditos de nossa gratidão, ele acrescenta também o fato de ter sido o primeiro a conquistar um nome honrado para o nosso país na história da literatura".
Irving aperfeiçoou o conto nos Estados Unidos, e foi o primeiro escritor americano a estabelecer suas histórias firmemente nos Estados Unidos, apesar de ter se inspirado no folclore alemão e holandês. É geralmente creditado como um dos primeiros a escrever patrióticamente, e sem a obrigação moral ou didática em seus contos, escrevendo histórias simplesmente para entreter em vez de lições. Irving incentivou futuros escritores.
Alguns críticos, entretanto — incluindo Edgar Allan Poe —, acharam que enquanto Irving deveria receber o crédito de inovador, os textos em si eram muitas vezes ingênuos. "Irving é muito superestimado", Poe escreveu em 1838, "e uma agradável distinção pode ser estabelecida entre o justo e a reputação acidental dele — entre o que é devido apenas ao pioneiro, e ao escritor". Um crítico do New-York Mirror, escreveu: "Ninguém na República das Letras foi mais superestimada do que o Sr. Washington Irving". Alguns críticos notaram especialmente que Irving, apesar de ser um americano, serviu às sensibilidades dos britânicos, como um notável crítico, escreveu "para e da Inglaterra, ao invés de seu próprio país".

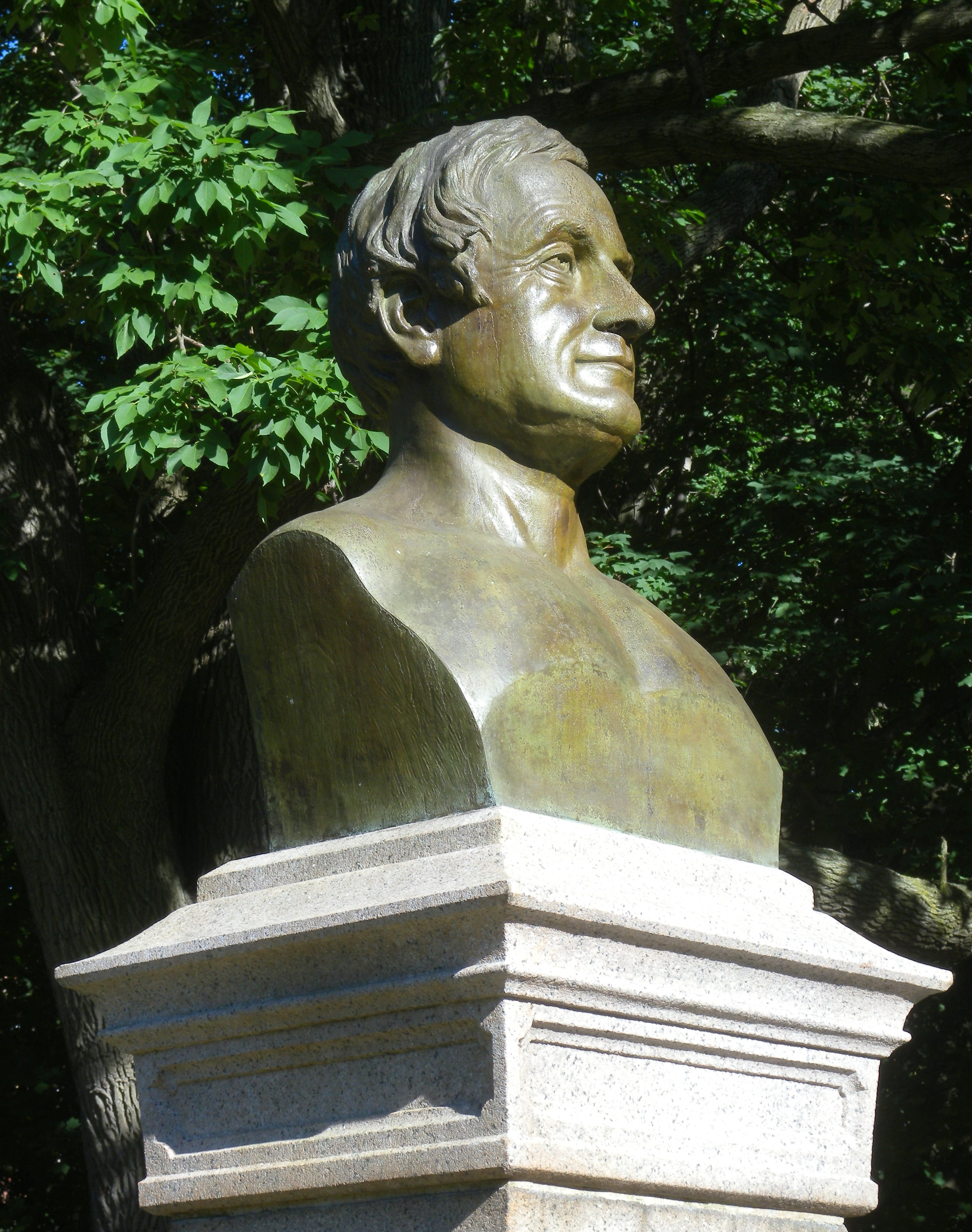
Estátua no Prospect Park (Brooklyn).

Outros críticos apresentavam-se mais tolerantes em relação ao estilo de Irving. William Makepeace Thackeray foi o primeiro a se referir a ele como o "embaixador do Novo Mundo que envia textos para o Velho", uma ideia assimilada por escritores e críticos ao longo dos séculos XIX e XX. "Ele é o primeiro dos humoristas americanos, como é praticamente o primeiro dos escritores americanos", escreveu o crítico HR Hawless em 1881, "ainda pertencente ao Novo Mundo, há nele uma característica peculiar ao Velho Mundo".
Os primeiros críticos frequentemente tinham dificuldade em separar a característica de homem da característica de escritor—"A vida de Washington Irving foi uma das mais brilhantes de um autor", escreveu Richard Henry Stoddard, um dos primeiros biógrafos de Irving,—mas ao passar dos anos a personalidade célebre de Irving diminuiu-se, e os críticos frequentemente começaram a fazer revisões do estilo dele. "O homem não possuía nenhuma mensagem", disse o crítico de Barrett Wendell. No entanto, os críticos admitiram que, apesar da falta de temas sofisticados—o biógrafo Stanley T. Williams poderia estar correto na avaliação do trabalho de Irving,—a maioria concordou que ele escreveu elegantemente.

### Impacto na cultura estadunidense
Irving popularizou o apelido de "Gotham" para a cidade de Nova Iorque, mais tarde usado nos quadrinhos e filmes do Batman, e é creditado por inventar a expressão "o todo-poderoso dólar".
O sobrenome do fictício historiador holandês, Diedrich Knickerbocker, está geralmente associado com os nova-iorquinos, e ainda pode ser visto na camisa da equipe de basquete profissional de Nova Iorque, embora sua forma mais comum seja a abreviada, lendo-se simplesmente Knicks. No borough de Brooklyn, no bairro Bushwick, há duas ruas paralelas chamadas de Irving Avenue e Knickerbocker Avenue, este último constitui o centro comercial do bairro.
Uma das contribuições mais duradouras de Irving para a cultura estadunidense está na forma como os estadunidenses celebram o Natal. Ao fazer uma revisão de A History New York em 1812, Irving adicionou uma sequência de sonhos em que São Nicolau de Mira está sobrevoando as copas das árvores em um vagão voador—numa outra versão, mais tarde, aparece vestido de Papai Noel. Em suas cinco histórias natalinas em The Sketch Book, Irving retratou uma celebração realizada numa antiquada alfândega de uma pitoresca mansão inglesa, que mostrava as festividades bondosas que verificou durante a sua estadia em Aston Hall na Inglaterra, algo que havia sido abandonado. Usou o texto The Vindication of Christmas (Londres, 1652) de antigas tradições inglesas sobre o Natal no seu jornal. O livro contribuiu para a reinterpretação do feriado do Natal nos Estados Unidos. Charles Dickens mais tarde declarou que Irving foi uma influência para os trabalhos dele em relação ao Natal, incluindo o clássico "A Christmas Carol".
A área comunitária Irving Park em Chicago recebeu este nome em homenagem a Washington Irving, assim como a Corporação Irving Trust (atual The Bank of New York Mellon). Uma vez que ainda não havia uma moeda federal em 1851, cada banco emitiu seu próprio papel e aquelas instituições com os nomes mais atraentes se verificaram com maior aceitação. O retrato de Irving apareceu em notas bancárias e contribuiu para o seu grande apelo.
Na biografia de Cristóvão Colombo, Irving introduziu a ideia errônea de que os europeus acreditavam que o mundo era plano antes da descoberta do Novo Mundo. Influenciados por Irving, o mito da Terra plana foi ensinado nas escolas durante várias gerações estadunidenses.

### Memoriais

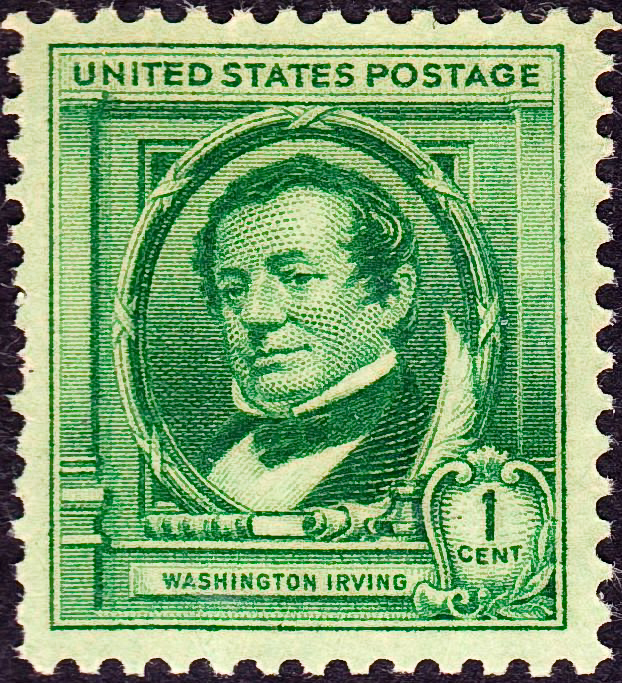
Washington Irving em selo postal de 1940.

A casa de Washington Irving, Sunnyside, ainda existe e encontra-se ao sul da ponte Tappan Zee em Tarrytown. A casa original e a propriedade ao redor pertenceram no século XVIII ao colonialista Wolfert Acker, sobre quem escreveu no The Sketch Book intitulando a história "Wolfert's Roost" (o nome da casa). Atualmente, a casa agora é um local histórico pertencente ao Historic Hudson Valley sendo aberto ao público para visitas. O Memorial Washington Irving construído por Daniel Chester French encontra-se próximo a entrada para a Sunnyside na vila de Irvington, que foi rebatizada do então nome Dearman em memória de Irving, e os visitantes da Igreja Episcopal Cristã de Tarrytown, onde ele serviu como membro do conselho paroquial nos últimos anos de sua vida, pode-se ver o seu assento na igreja. A oeste, sobre as montanhas Catskill e nos Lagos Finger, a Universidade Cornell teve a Sociedade Literária Irving (1868-1887) em honra a ele. Seu nome também é frequentemente mencionado no romance Catch-22 de Joseph Heller. Nos Estados Unidos, há muitas escolas com os nomes de Irving ou de locais mencionados em suas obras de ficção. Em Oklahoma está localizado o Washington Irving Memorial Park and Arboretum (Parque Memorial de Washington Irving e Arboreto).
A cidade de Irving (Texas) recebe o nome em honra a ele. Acredita-se pelos historiadores locais que os co-funadores da cidade Otis Brown e J.O. Schulze decidiram nomear em 1902 a cidade por ser o autor favorito da mulher de Otis Brown, Netta Barcus Brown. Schulze, um engenheiro graduado pela Universidade de Iowa e membro da Sociedade Literária Washington Irving, também apoiou o nome Irving. O Conselho Municipal de Irving adotou oficialmente o autor Washington Irving como sendo o nome da cidade em 1998. Em Chicago, o bairro de Irving Park recebe o nome dele.

## Lista de trabalhos
| Título                                                              | Data de publicação      | Escrito como                                             | Gênero                       | Título em português (Tradução livre)                             |
| ------------------------------------------------------------------- | ----------------------- | -------------------------------------------------------- | ---------------------------- | ---------------------------------------------------------------- |
| Letters of Jonathan Oldstyle                                        | 1802                    | Jonathan Oldstyle                                        | Cartas observacionais        | Cartas de Jonathan Oldstyle                                      |
| Salmagundi                                                          | 1807–1808               | Launcelot Langstaff, Will Wizard                         | Sátira                       | Salpicão                                                         |
| A History of New York                                               | 1809                    | Diedrich Knickerbocker                                   | Sátira                       | Uma História de Nova Iorque                                      |
| The Sketch Book of Geoffrey Crayon, Gent.                           | 1819–1820               | Geoffrey Crayon                                          | Contos/Ensaios               | O Livro Esboço de Geoffrey Crayon, Gent.                         |
| Bracebridge Hall                                                    | 1822                    | Geoffrey Crayon                                          | Contos/Ensaios               | Salão Bracebridge                                                |
| Tales of a Traveller                                                | 1824                    | Geoffrey Crayon                                          | Contos/Ensaios               | Contos de um Viajante                                            |
| The Life and Voyages of Christopher Columbus                        | 1828                    | Washington Irving                                        | Biografia/História           | A Vida e as Viagens de Cristóvão Colombo                         |
| The Chronicles of the Conquest of Granada                           | 1829                    | Fray Antonio Agapida                                     | História romântica           | As Crônicas da Conquista de Granada                              |
| Voyages and Discoveries of the Companions of Columbus               | 1831                    | Washington Irving                                        | Biografia/História           | Viagens e Descobertas dos Companheiros de Colombo                |
| Tales of the Alhambra                                               | 1832                    | "The Author of the Sketch Book" O Autor do Livro Esboço  | Contos/Viagens               | Contos de Alhambra                                               |
| The Crayon Miscellany                                               | 1835                    | Geoffrey Crayon                                          | Contos                       | A Miscelânea Crayon                                              |
| Astoria                                                             | 1836                    | Washington Irving                                        | Biografia/História           | Astoria                                                          |
| The Adventures of Captain Bonneville                                | 1837                    | Washington Irving                                        | Biografia/História romântica | As Aventuras do Capitão Bonneville                               |
| The Life of Oliver Goldsmith                                        | 1840 (revisado em 1849) | Washington Irving                                        | Biografia                    | A Vida de Oliver Goldsmith                                       |
| Biography and Poetical Remains of the Late Margaret Miller Davidson | 1841                    | Washington Irving                                        | Biografia                    | Biografia e Restos Poéticos da falecida Margaret Miller Davidson |
| Mahomet and His Successors                                          | 1850                    | Washington Irving                                        | Biografia                    | Maomé e Seus Sucessores                                          |
| Wolfert's Roost                                                     | 1855                    | Geoffrey Crayon Diedrich Knickerbocker Washington Irving | Biografia                    | Pousada de Wolfert                                               |
| The Life of George Washington (5 volumes)                           | 1855–1859               | Washington Irving                                        | Biografia                    | A Vida de George Washington                                      |